# Bethanie Nail
Bethanie Anne „Beth“ Kearney, geb. Nail, (* 24. März 1956) ist eine ehemalige australische Sprinterin, die sich auf den 400-Meter-Lauf spezialisiert hatte.
Bei den British Commonwealth Games 1974 in Christchurch wurde sie Achte.
1976 schied sie bei den Olympischen Spielen in Montreal über 400 m im Halbfinale trotz eines Landesrekords von 51,44 s im Halbfinale aus. In der 4-mal-400-Meter-Staffel kam sie auf den vierten Platz.
Beim Leichtathletik-Weltcup 1977 in Düsseldorf kam sie mit der ozeanischen Mannschaft auf den vierten Platz in der 4-mal-400-Meter-Staffel. 1978 gewann sie bei den Commonwealth Games in Edmonton Bronze über 400 m und Silber in der 4-mal-400-Meter-Staffel.
1976 wurde sie Australische Meisterin.